# Словарь среднеанглийского языка
Словарь среднеанглийского языка (англ. The Middle English Dictionary) — это словарь среднеанглийского языка, опубликованный Мичиганским университетом. «На его 15 000 страницах дан подробный анализ лексики и её узуса с 1100 г. по 1500 г. на основании анализа более чем трёх миллионов цитат, самой большой доступной на сегодняшний день подборки такого рода».
Проект был открыт в 1920-х годах. Первый выпуск, «План и библиография», содержавший список текстов на среднеанглийском, которые были использованы при создании Middle English Dictionary, был опубликован Гансом Куратом и Шерманом Куном в 1954. Остальные выпуски (в алфавитном порядке) вышли в свет в виде множества томов на протяжении нескольких последующих десятилетий. Работа над словарём была завершена в 2001 г.
В 2007 словарь сделали доступным бесплатно для пользователей сети Интернет. Домашняя страница для поиска по словарю находится здесь.